# Siedliska (województwo kujawsko-pomorskie)
Siedliska – wieś w Polsce, położona w województwie kujawsko-pomorskim, w powiecie nakielskim, w gminie Szubin.
W latach 1975–1998 miejscowość administracyjnie należała do województwa bydgoskiego.